# 東洋大学駅伝選手強制わいせつ事件
東洋大学駅伝選手強制わいせつ事件（とうようだいがくえきでんせんしゅきょうせいわいせつじけん）は、日本で起きた性犯罪事件。

## 概要
2008年12月1日に、東洋大学陸上競技部に所属しており、翌年正月の東京箱根間往復大学駅伝競走への出場が決まっている大学生が、東武東上線の電車の車内でわいせつな行為を行っていた。このことから警視庁高島平警察署は、この大学生を強制わいせつの現行犯として12月2日までに逮捕をしていた。調べによるとわいせつな行為が行われていたのは午前8時20分頃で、被害に遭っていた本人がこの大学生を取り押さえて、成増駅で駅員に引き渡していた。この逮捕された大学生は東京都文京区の東洋大学白山キャンパスにある経済学部に在籍しており、犯行時は通学の途中であった。
この事件が起きたことに対して東洋大学はすぐに対応をして関係各所に謝罪に走ったものの厳しいムードとなった。それからの合宿所には苦情の電話が殺到した。それから毎晩は合宿所でミーティングが行われた。陸上競技部は無期限の全体練習を自粛することとなった。選手たちは戸惑っていたものの、コーチは選手を授業に行かせて結論が出るまで各自ができる準備をさせていた。自粛されていた全体練習は、コーチが監督代行となることで12月6日より再開された。
12月3日に東洋大学は、このわいせつ事件が起きたことを受けて、陸上競技部の監督と部長から引責辞任を受理したということを発表した。本人からの申し出により辞任していた。このことから東洋大学陸上競技部はコーチであった人物が指揮を執ることとなった。この辞任について監督は、自身は現場を預かる監督として生活指導を徹底して行ってきたために、この事件が起きたことを非常に残念に思うと共に、深く反省しているということを述べた。部長は我々スタッフの指導が不十分であったということを猛省して、部長としての責任を取るということを述べていた。
12月3日に関東学生陸上競技連盟は、東洋大学から事実確認の報告を受けた上で12月5日に処分を検討する方針であることを明らかにした。この時点では東洋大学は東京箱根間往復大学駅伝競走に出場できない事態に発展する可能性もあった。関東学生陸上競技連盟は12月5日に会長や副会長らで構成する特別審査委員会を招集して、ここで事実関係を把握した上で審議をすることにしていた。
12月5日に東京都内でこの事件についての関東学生陸上競技連盟の特別審査委員会が開かれ、そこでは東洋大学の第85回東京箱根間往復大学駅伝競走の出場を認めるという裁定が下された。出場を認めた理由は、この事件は集団ではなく個人による犯罪であったことと、加害者が個人的に責任を問える成人であったことと、合宿などのチームでの活動中では無いときに起きたことの3つが考慮されていたためであった。会長は一部員の不祥事によって真摯に勉学とトレーニングに励んできた部員諸君の成果を発表する機会までも奪うということは誠に不憫であるという見解も示していた。だが関東学生陸上競技連盟から東洋大学へのペナルティも課されることとなり、東洋大学から関東学生陸上競技連盟への学生指導の改善策の文書を提出することと、これまで支給されてきた駅伝の補助金の支給停止と、第85回東京箱根間往復大学駅伝競走でのスタート地点とゴール地点での応援団による集団での応援をしないようにするということが求められた。この時点での監督代行は優勝をすることなど少しも考えておらず、走れることに感謝をしようとだけ何度も選手と自分に言い続けていた。
2009年の正月に行われた第85回東京箱根間往復大学駅伝競走では、出場することすら危ぶまれていた東洋大学が優勝という結果になった。この大会では東洋大学は応援を自粛し、優勝した後の胴上げも行われることは無かった。この東洋大学の優勝に対して関東学生陸上競技連盟の会長は、この事件を真摯に受け止めてチームが心機一転して変わって行ったことが優勝に繋がったのだろうと述べた。
2009年8月24日には、この事件で辞任した監督が『監督　挫折と栄光の箱根駅伝』という書籍を出版した。内容はこの人物が高校以降30年にも及ぶ陸上競技の人生を総括した回顧録となっている。この著者でもある人物の監督時代を劇的にしたのはこの事件であり、この書籍の本編に入る前のプロローグの部分はこの事件の場面から始まっており、そこから本書を書き起こしている。
2010年の第86回東京箱根間往復大学駅伝競走でも東洋大学は優勝する。この時点の東洋大学の監督は、前回は直前にこの事件が起きたことから優勝したことを心の底から喜べないでいたが、この会での優勝は監督は胴上げをされていたときには良いものだなと思いながら空を見上げていた。